# Gerhard Goebel (Theologe)

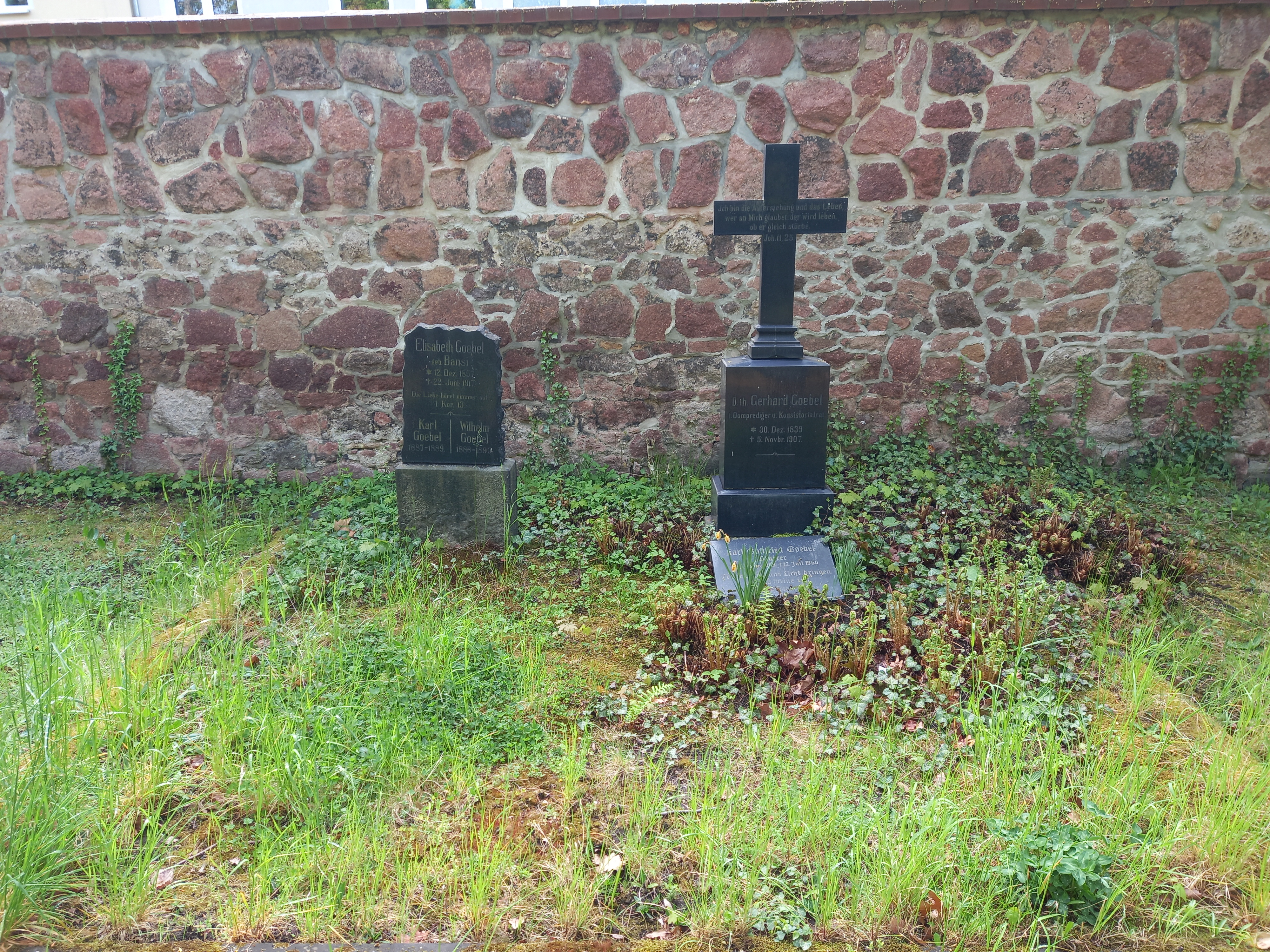
Das Grab von Gerhard Goebel und seiner Ehefrau Elisabeth geborene Bansi auf dem Nordfriedhof (Halle)

Carl Johann Gerhard Goebel, auch Karl Johann Gerhard Göbel, (* 30. Dezember 1839 in Altwied; † 5. November 1907 in Halle (Saale)) war ein deutscher evangelischer Theologe, der als Erster Domprediger und Superintendent des reformierten Kirchenkreises in Halle (Saale) tätig war.

## Leben
Gerhard Goebel, ein Sohn des Pfarrers Karl Goebel, besuchte das Gymnasium Fridericianum Erlangen und studierte anschließend Evangelische Theologie in Basel, Erlangen und Halle. Nach der Ordination war er zunächst Hauslehrer, dann von 1864 bis 1866 Hilfsprediger in Koblenz und wechselte dann für ein Jahr als Hilfsprediger nach Unterbarmen. Von 1867 bis 1871 war er Pfarrer in Hochelheim und von 1872 bis 1875 Pfarrer in Krofdorf. Danach wechselte er als Pfarrer in die reformierte Gemeinde in Bielefeld. Von 1883 bis zu seinem Tod 1907 war er Erster Domprediger und Superintendent des reformierten Kirchenkreises in Halle (Saale). 1892 erfolgte seine Ernennung zum Konsistorialrat.
Goebel war zweimal verheiratet, zuerst mit Emilie Elisabeth geb. Schütte. Seine zweite Ehefrau Elisabeth geborene Bansi aus Bielefeld war ebenfalls evangelisch-reformiert. Sie überlebte ihn um 10 Jahre und starb 1917.
Er wurde auf dem Nordfriedhof (Halle) beigesetzt, seine Grabstätte besteht noch.

## Schriften (Auswahl)
- Wilhelm G. Goeters: Acht Predigten von D. Gerhard Goebel weil. Superintendent zu Halle a. S. Waisenhaus, Halle (Saale) 1908.